# Sympycnus vivus
Sympycnus vivus är en tvåvingeart som beskrevs av Becker 1922. Sympycnus vivus ingår i släktet Sympycnus och familjen styltflugor.
Artens utbredningsområde är Myanmar. Inga underarter finns listade i Catalogue of Life.